# هوایناپوتینا
هوایناپوتینا (به اسپانیایی: Huaynaputina) یک کوه و آتشفشان چینه‌ای در پرو است که در منطقه موکگوا واقع شده‌است.